# Mike LaRocco
Michael Wayne LaRocco, conegut com a Mike LaRocco   (Michigan City, 12 de febrer de 1971), és un antic pilot professional de motocròs nord-americà. Va competir als Campionats AMA de motocròs de 1988 a 2006 i en va guanyar dos títols de campió. A banda, durant la seva carrera va guanyar un Campionat del món de supercross i una edició del Motocross des Nations amb la selecció dels Estats Units. El 2014 fou incorporat a l'AMA Motorcycle Hall of Fame.

## Biografia
LaRocco va començar la seva carrera al motocròs amb una Yamaha fins que va signar un contracte amb l'equip de fàbrica de Suzuki, amb el qual va quedar tercer al campionat AMA de 250cc el 1990.
El 1992 va passar a l'equip de Kawasaki i fou subcampió AMA de motocròs de 125cc, a més de formar part de la selecció dels Estats Units que va guanyar el Motocross des Nations. L'any següent, 1993, va ser subcampió de 250cc i campió de 500cc, esdevenint així l'últim campió d'aquesta cilindrada quan l'AMA la va suspendre un cop acabada la temporada. LaRocco també va guanyar el campionat nacional de motocròs de 250cc el 1994 (any en què va ser també subcampió AMA de supercross de la mateixa cilindrada), el campionat mundial de supercross el 2000 i l'Open de Supercross (THQ U.S. Open) el 2002. Aquest darrer any, per culpa d'un rival, LaRocco va tenir un accident en un supercross de poca importància a causa del qual es dislocà el canell i es va trencar els lligaments de la cama. La lesió va fer que interrompés la seva participació a la temporada de supercross, de manera que per primer cop en set anys que no va poder seguir el campionat AMA de supercross.
El 2006, LaRocco es va retirar de les competicions. Fins aleshores havia disputat 228 esdeveniments principals i havia acabat entre els cinc primers 145 vegades, amb 53 podis a la classe de 450cc i 16 a la de 125cc.

## El salt LaRocco
El 1991 es va construir un triple salt de 36,6 metres (120 peus) al circuit de motocròs Red Bud, a Buchanan (Michigan). Va ser modelat a imatge del "Kong", un gran salt que LaRocco tenia a la seva pista personal d'entrenament. El copropietari del circuit, Tim Ritchie, va decidir construir-ne una rèplica a Red Bud. Més tard, aquest triple salt va rebre el nom de LaRocco, ja que fou ell el primer a superar tots tres salts d'una tacada, i ho va fer amb una motocicleta de 125 cc.

## Palmarès

### Títols per any
Font:
| Any  | Motocicleta | Campionat             | Classe |
| ---- | ----------- | --------------------- | ------ |
| 1992 | Kawasaki    | Motocross des Nations | -      |
| 1993 | Kawasaki    | Campionat AMA MX      | 500cc  |
| 1994 | Kawasaki    | Campionat AMA MX      | 250cc  |
|      |             |                       |        |
| 2000 | Honda       | Campionat del món SX  | -      |
|      |             |                       |        |
| 2002 | Honda       | THQ U.S. Open SX      | -      |

### Resum
- 2 Campionats AMA de motocròs (1 x 500cc, 1 x 250cc)
- 1 Motocross des Nations
- 1 Campionat del Món de supercross
- 1 Open de Supercross